# Adoretus depilatus
Adoretus depilatus är en skalbaggsart som beskrevs av Ohaus 1931. Adoretus depilatus ingår i släktet Adoretus och familjen Rutelidae. Inga underarter finns listade i Catalogue of Life.